# Chris Zylka
Chris Zylka, nome artístico de Christopher Zilka (Warren, 9 de maio de 1985), é um ator e modelo americano. Mais conhecido por interpretar Jake Armstrong em The Secret Circle e Tom Garvey em The Leftovers.

## Biografia
Chris nasceu com o sobrenome "Settlemire", e mais tarde adotou o nome de solteira de sua mãe, "Zylka". Ele estudou em "Howland High School" e se formou em 2003. Seus hobbies incluem guitarra, pintura, futebol, basquete, beisebol e leitura. Ele também frequentou a "The University of Toledo".
Começou sua carreira em um papel na série 90210, em 2008. Depois foi escalado para um papel recorrente em Everybody Hates Chris, além de participações nas séries Hannah Montana, Cougar Town e Zeke and Luther.
Em 2009, apareceu no filme  My Super Psycho Sweet 16 e The People I've Slept With.
Em 2010, fez o filme Kaboom e a continuação de My Super Psycho Sweet 16, chamado de My Super Psycho Sweet 16: Part 2.		
Em 2011, ele atuou em Teen Spirit como Nick Ramsey. E fez dois filmes com temática de ataques de animais, Shark Night 3D e Piranha 3DD (2012).
Em 2012, interpretou Flash Thompson, no filme The Amazing Spider-Man.
De 2011 a 2012, interpretou Jake Armstrong, um dos papéis principais na série The Secret Circle, da CW. Jake é um bruxo que faz parte do círculo. Ele era aliado dos caçadores de bruxas, mas após se apaixonar por Cassie, acaba desistindo de matar os integrantes do círculo.
Atualmente, atua como Tom Garvey na série The Loftovers. E continua trabalhando em vários filmes.
No dia 1 de Janeiro de 2018, Chris pediu a socialite Paris Hilton em casamento. O casal começou a namorar em Fevereiro de 2017.

## Filmografia

### Televisão
| Ano       | Título                     | Papel                              | Notas                                                                                        |
| --------- | -------------------------- | ---------------------------------- | -------------------------------------------------------------------------------------------- |
| 2014-2017 | The Loftovers              | Tom Garvey                         | Protagonista                                                                                 |
| 2013      | Twisted                    | Tyler Lewis                        | 4 episódios                                                                                  |
| 2008-2013 | 90210                      | Jason                              | Episódios: "We're Not Not in Kansas Anymore" e "Games People Play"                           |
| 2011-2012 | The Secret Circle          | Jake Armstrong                     | Protagonista                                                                                 |
| 2009-2010 | Zeke e Luther              | Doyce Plunk                        | Episódios: "Little Bro, Big Trouble", "Plunk Hunting" e "Not My Sister's Keeper"             |
| 2009-2010 | 10 Things I Hate About You | Joey Donner                        | 16 episódios                                                                                 |
| 2009      | Cougar Town                | BJ                                 | Episódio: Pilot                                                                              |
| 2009      | Hannah Montana             | Gabe Lamotti                       | Episódios: "Promma Mia" e " Knock Knock Knockin' on Jackson's Head"                          |
| 2008      | Everybody Hates Chris      | Football player / White Muslim Kid | Episódios: "Everybody Hates James", "Everybody Hates Big Bird" e "Everybody Hates Tattaglia" |

### Cinema
| Ano  | Título                                | Papel            | Notas     |
| ---- | ------------------------------------- | ---------------- | --------- |
| 2017 | The Death and Life of John F. Donovan |                  |           |
| 2016 | Novitiate                             | Chuck Harris     |           |
| 2015 | Freaks Of Nature                      | Chaz Mosely, Jr. |           |
| 2015 | Bare                                  | Haden            |           |
| 2013 | Bloodline                             | Troy Robbins     |           |
| 2012 | The Amazing Spider-Man                | Flash Thompson   |           |
| 2012 | Piranha 3DD                           | Kyle             |           |
| 2012 | My Super Psycho Sweet 16: Part 3      | Brigg            | Telefilme |
| 2012 | Papers                                | ...              | Curta     |
| 2011 | Shark Night 3D                        | Blake            |           |
| 2011 | Teen Spirit (2011)                    | Nick Ramsey      | Telefilme |
| 2010 | My Super Psycho Sweet 16: Part 2      | Brigg Jenner     | Telefilme |
| 2010 | Kaboom                                | Thor             | Telefilme |
| 2009 | The People I've Slept With            | Mr. Hottie       |           |
| 2009 | My Super Psycho Sweet 16              | Brigg Jenner     | Telefilme |